# Luisa Maria Gonzaga

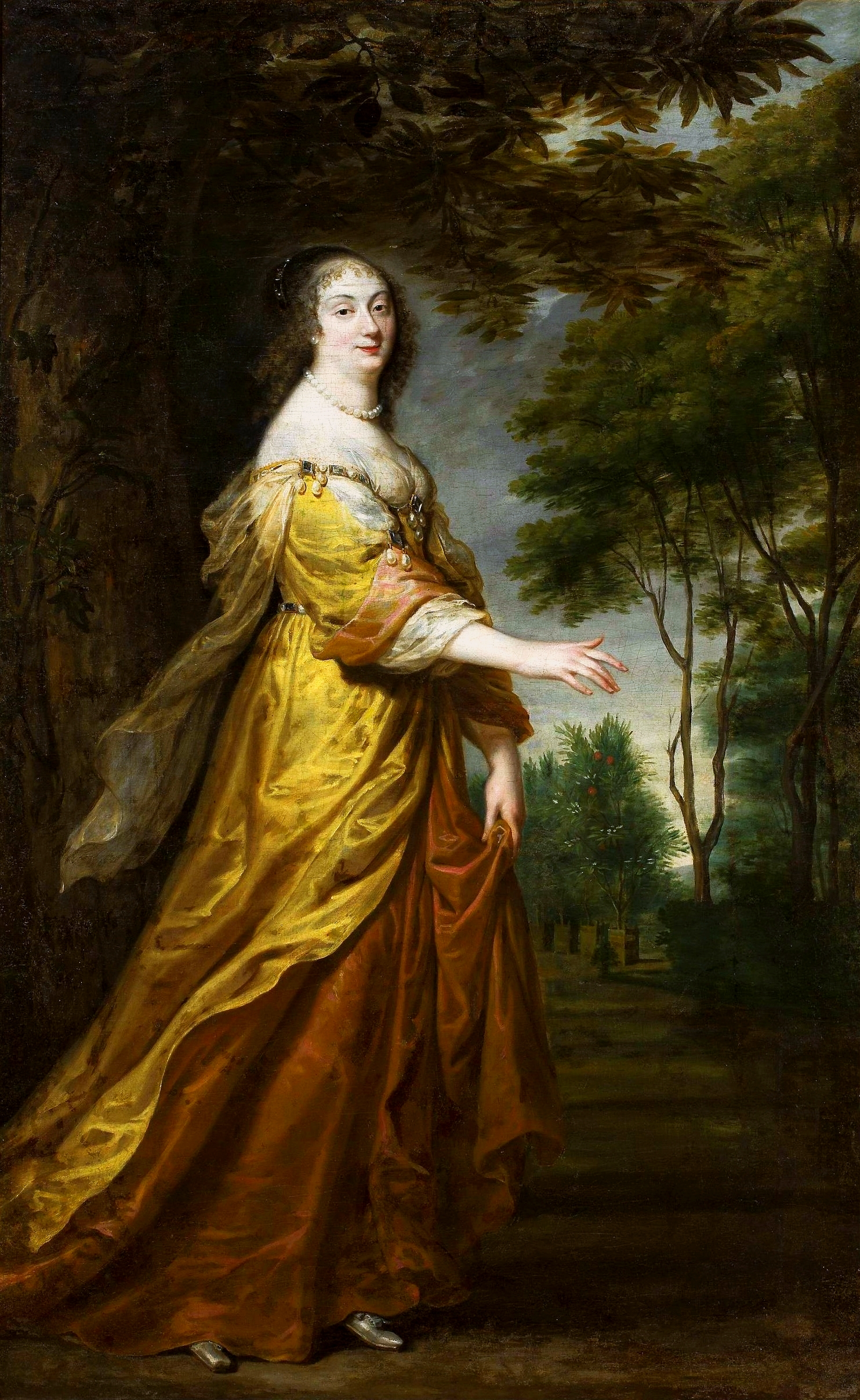
Königin Luisa Maria Gonzaga (Gemälde von Justus van Egmont)

Luisa Maria Gonzaga (* 18. August 1611 in Paris, Frankreich; † 10. Mai 1667 in Warschau, Polen) war eine Prinzessin aus dem italienischen Adelsgeschlecht der Gonzaga. Durch die Ehe mit zwei polnischen Königen, Władysław IV. Wasa und Johann II. Kasimir, war sie Königin von Polen, Großfürstin von Litauen, sowie Titularkönigin von Schweden. Sie war die Tochter von Herzog Carlo I. Gonzaga und dessen Frau Catherine de Lorraine-Guise (* 1585; † 18. März 1618).

## Leben
Luisa, die ihre Kindheit bei der Mutter verbrachte, sollte 1627 Gaston, Herzog von Orléans heiraten, aber der französische König war gegen die Heirat und ließ sie erst im Schloss Vincennes und später in einem Kloster einsperren. Den ersten Antrag, den polnischen König Władysław IV. Wasa zu heiraten, erhielt sie 1634, aber Władysław heiratete dann die österreichische Erzherzogin Cäcilia Renata von Habsburg.
Im Jahr 1640 traf sie zum ersten Mal Władysławs Bruder, Johann II. Kasimir. Im gleichen Jahr gründete sie einen literarischen Salon in Paris. Nachdem Cäcilia Renata 1644 gestorben war, heiratete Luisa am 5. November 1645 Władysław Wasa per procurationem, wobei der Bräutigam durch seinen Bruder Johann vertreten wurde. Um die Hochzeit überhaupt stattfinden zu lassen, musste die Braut ihren Namen von Maria in Ludowika umändern, da der Name Maria in Polen zu jener Zeit der Jungfrau Maria vorbehalten war. Die richtige Hochzeit fand schließlich am 10. März 1646 in Warschau statt.
Zwei Jahre später, am 20. Mai 1648, wurde Luisa Maria Gonzaga Witwe. Der Bruder des Verstorbenen, Johann II. Kasimir, wurde daraufhin zum nächsten König von Polen gewählt und heiratete sie am 30. Mai 1649. Am 10. Mai 1667 verstarb Luisa Maria Gonzaga in Warschau und wurde in der Wawel-Kathedrale zu Krakau beigesetzt. Ihr Sarkophag befindet sich dort in der Krypta unter der Vasa-Kapelle.

## Wirkung
Luisa Maria Gonzaga war eine aktive und energische Frau mit ehrgeizigen Plänen in Wirtschaft und Politik. Die polnischen Adligen nahmen Anstoß an der Tatsache, dass sie sich als Königin in die Politik einmischte und beispielsweise in Oppeln und Ratibor für den Schutz der Arianer eintrat, aber dennoch spielte sie eine wichtige Rolle, zum Beispiel beim Abwehren der schwedischen Invasion. 1652 gründete sie die erste polnische Zeitung, Merkuriusz Polski Ordynaryjny.
Sie lud zwei Pariser Schwesternorden zur Gründung von Niederlassungen nach Polen ein und stiftete die Warschauer Klöster der beiden Orden: 1654 das Kloster der Visitantinnen und 1652 (Eintreffen der Schwestern) bzw. 1659 (Bezug des Klosters) das Mutterhaus der Barmherzigen Schwestern.